# Зелёный Клин (Белгородская область)
Зелёный Клин — хутор в Волоконовском районе Белгородской области России. В составе Волчье-Александровского сельского поселения.

## География
Хутор расположен в юго-восточной части Белгородской области, на левом берегу реки Волчьей, напротив расположенных на её правом берегу хуторов Криничного и Григорьевки, в 19,2 км по прямой к западо-юго-западу от районного центра Волоконовки.

## Население
| 2002 | 2010 |
| ---- | ---- |
| 84   | ↘62  |